# Hans Bibel

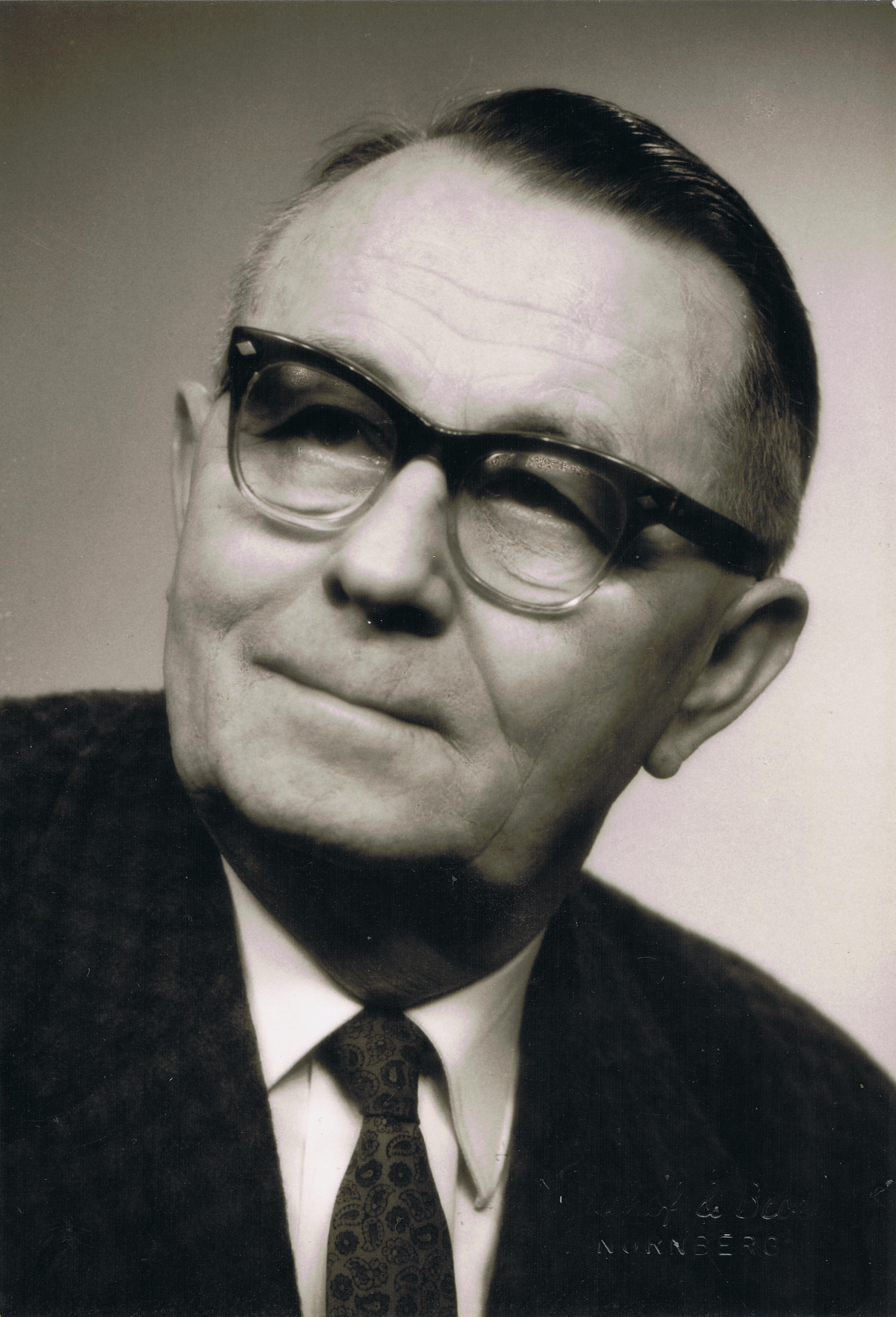
Hans Bibel

Hans Gustav Bibel (* 23. Juni 1900 in Nürnberg; † 23. August 1967 ebenda) war ein deutscher Lehrer und Lokalpolitiker (FDP).

## Leben und Beruf
Hans Bibel war das einzige Kind seiner Eltern Johann und Elise Bibel, geb. Engelhardt. Er wuchs in Nürnberg auf, besuchte dort bis 1916 das Realgymnasium und anschließend das Königlich-Bayerische Lehrerseminar in Altdorf. 1918 wurde er noch zur Rekrutenausbildung und zum Kriegseinsatz an der Front in Flandern eingezogen, wofür er 1936 mit dem Ehrenkreuz für Frontkämpfer ausgezeichnet wurde. Nach anschließender Absolvierung der Seminarschlussprüfung, des vierjährigen Vorbereitungsdienstes und der Anstellungsprüfung trat er ab 1923 in den Schuldienst in Georgensgmünd und ab 1927 in der Thusneldaschule in Nürnberg ein, den er bis zu seiner Pensionierung 1962 ausübte.
Ab 1936 wurde er neben seiner beruflichen Tätigkeit zum Reserveoffizier der Wehrmacht ausgebildet. Als solcher wurde er zum Kriegsbeginn 1939 bis Kriegsende zum Kriegseinsatz einberufen, beim Überfall auf Polen schwer verwundet, 1943/1944 an der Ostfront eingesetzt und 1944 zum Hauptmann der Reserve befördert. 1945 kam er für kurze Zeit in amerikanische Gefangenschaft.
Nach schwerer kriegsbedingter Krankheit nahm er nach Kriegsende den Schuldienst in der Thusneldaschule in Nürnberg wieder auf. 1954 wurde er zum Rektor der Holzgartenschule ernannt, deren durch den Krieg noch zerstörte Gebäude in seiner Amtszeit wieder aufgebaut wurden.
Ehrenamtlich war er als Organist und Chorleiter, preisgekrönter Taubenzüchter der Sorten Nürnberger Schwalben und Strasser sowie in einer Reihe von Vereinen engagiert.
1927 heiratete er Maria Bibel, geb. Riegelbauer. Der Ehe entsprangen die beiden Kinder Annelore und Wolfgang. Nach dem Tod seiner Frau 1962 heiratete er 1965 Martha Bibel, geb. Lang. Er starb 1967 an den Folgen eines Herzinfarkts.

## Politische und schulpolitische Tätigkeiten
1919 trat Hans Bibel in den Bayerischen Lehrerverband (BLV), heute Bayerischer Lehrer- und Lehrerinnenverband (BLLV), ein, wurde in dessen Arbeitsgemeinschaft Bayerischer Junglehrer (ABJ) zuerst deren Vorsitzender in Mittelfranken und 1927 stellvertretender Landesvorsitzender in Bayern und damit Mitherausgeber der Deutschen Junglehrer-Zeitung sowie Mitbegründer des Schullandheimwerkes. Dabei trat er auch als Autor vieler Beiträge u. a. in dieser Zeitung und als Redner hervor. 1933 verlor er seine schulpolitischen Ämter infolge der nationalsozialistischen Machtübernahme. Nach dem Krieg war er schulpolitisch wieder in einer Reihe von Funktionen tätig, wie beispielsweise als Vertreter der Nürnberger Lehrerschaft in der Stadtschulpflegschaft, als Vorsitzender des Personalrates im Schulaufsichtsbezirks Nürnberg II sowie als Bezirksausschussmitglied im BLLV.
1925 bis 1933 war er Mitglied der Deutschen Demokratischen Partei (DDP) und deren Jungdemokraten. 1937 wurde er NSDAP-Mitglied und galt nach dem Krieg daher als Mitläufer. 1946 gründete er den Ortsverband der Freien Demokratischen Partei (FDP) in Georgensgmünd und beteiligte sich an der Gründung und dem Aufbau des Kreisverbandes der FDP in Nürnberg gemeinsam mit Thomas Dehler und Fritz Linnert. 1952 wurde er in den Nürnberger Stadtrat gewählt, wurde 1953 als Vorsitzender der FDP-Stadtratsfraktion und 1954 noch zusätzlich in den Bezirkstag von Mittelfranken gewählt und behielt diese und die damit verbundenen Ämter, wie beispielsweise die Mitgliedschaft im Ältestenrat von Nürnberg, bis zu seinem Tode. 1956 bis 1966 war er zudem FDP-Kreisvorsitzender für den Landkreis Nürnberg. Im Rahmen dieser politisch führenden Positionen übte er eine Reihe weiterer Funktionen aus, darunter als Pfleger der Berufsschulen in Nürnberg, als Delegierter in der Vollversammlung des Bayerischen bzw. in der Hauptversammlung des Deutschen Städtetags sowie als langjährig tätiger Aufsichtsrat für die Großkraftwerk Franken AG, für die Bayerische Milchversorgung GmbH und für die Monopol-Bergwerks-Gesellschaft mbH in Kamen.